# A Snow Capped Romance
A Snow Capped Romance es el segundo álbum de la banda de Metalcore procedente de Alaska, 36 Crazyfists, para el sello discográfico Roadrunner Records, publicado el 16 de marzo de 2004. El álbum fue mezclado por Andy Sneap, que también ha trabajado con Machine Head, Megadeth y Skinlab. De este álbum, las canciones At The End Of August y Bloodwork fueron lanzadas como singles. Para estas canciones también se filmaron sendos videos promocionales.
Brock Lindown piensa que el productor James Paul Wisner fue de gran ayuda para sus voces. Tambián hay una versión de este álbum con 2 pistas adicionales, "Workhorse" y "Sad Lisa", en el EP titulado Destroy the map.

## Lista de canciones
1. "At the End Of August" - 03:57
2. "The Heart And The Shape" - 03:11
3. "Bloodwork" - 03:19
4. "Kenai" - 02:47
5. "Skin And Atmosphere" - 03:26
6. "Song For The Fisherman" - 01:26
7. "With Nothing Underneath" - 03:29
8. "Destroy The Map" - 03:48
9. "Installing the Catheter" - 03:51
10. "Cure Eclipse" - 03:32
11. "Waterhaul" - 04:54

- Datos: Q1451949